# Kanton Lauterberg
Der Kanton Lauterberg war eine Verwaltungseinheit im Distrikt Osterode des Departements des Harzes im napoleonischen Königreich Westphalen. Hauptort des Kantons und Sitz des Friedensgerichtes war Bad Lauterberg im Harz im heutigen niedersächsischen Landkreis Göttingen. Das Gebiet des Kantons umfasste fünf Orte im heutigen Land Niedersachsen.
Zum Kanton gehörten die Ortschaften:

- Lauterberg
- Barbis
- Bartolfelde
- Osterhagen
- Scharzfeld mit Neuhof und Neuerfelde